# Sand City

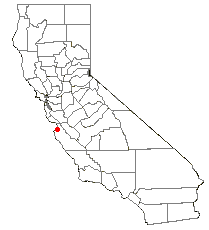
Localisation de Sand City en Californie

Sand City est une petite ville du comté de Monterey en Californie, située au bord de la baie de Monterey.
La ville a été incorporée en 1960.
La population était de 334 habitants en 2010.

## Démographie
| 1970 | 1980 | 1990 | 2000 | 2010 | - |
| ---- | ---- | ---- | ---- | ---- | - |
| 212  | 182  | 192  | 261  | 334  | - |